# Otkrivenje
Otkrivenje (grč. Ἀποκάλυψις) posljednja je knjiga Biblije i Novoga zavjeta. Kratica za ovu knjigu: Otk.

## Naziv
Grčka riječ Ἀποκάλυψις (Apokálypsis) označuje objavu Božju ljudima o nečem skrovitom i samo njemu poznatom, često s obzirom na budućnost. Hrvatski naslov »Otkrivenje« doslovan je prijevod grčkoga izraza.

## Književna vrsta
Nije sasvim jasna razdioba između književne vrste otkrivenja i književne vrste proroštva. Općenito, drži se da se apokaliptička književna vrsta nadovezuje na proročku, no dok su proroci slušali Božje objavi, autori raznih otkrivenja imaju viđenja, koja obično imaju simbolična značenja. Tako u apokalipsi posebno značenje imaju brojevi, stvari, likovi, dijelovi tijela. Pritom ne treba tražiti neki međusobni sklad svih upotrebljenih simbola, a prilikom tumačenja potrebno je poznavanje nakane, vremena i načina mišljenja autora apokalipse, kako se ne bi došlo do krivih i proizvoljnih tumačenja. Književnu vrstu apokalipse, osim kršćana i prije njih, koristile su i neke židovske sljedbe, osobito to vrijedi za kumranske spise, ali već i za neke židovske starozavjetne proroke, poput Ezekiela, Zaharije i Daniela.

## Autor
Autor Otkrivenja predstavlja se kao Ivan, koji se nalazio na otoku Patmosu u progonstvu (usp. Otk 1,9). Kršćanska ga predaja poistovjećuje s Ivanom evanđelistom. Justin mučenik (oko 150.) spominje tu tradiciju još više raširenu krajem 2. stoljeća. Čini se da ipak nisu sve drevne Crkve dijelile to mišljenje, pa ni sama knjiga nije sve do 5. stoljeća uvrštena u njihov biblijski kanon. Od ostalih Ivanovih spisa ili onih proizašlih iz njegove škole (Evanđelje po Ivanu, poslanice), ovo se razlikuje jezikom i stilom, kao i određenim teološkim pogledima. Danas se općenito drži da je spis napisao netko iz neposrednog Ivanova okruženja.

## Vrijeme nastanka
Otkrivenje je najvjerojatnije nastalo u doba vladanja cara Domicijana, oko 95. godine. Jedan manji dio znanstvenika drži da je knjiga napisana već za Neronova progonstva kršćana, malo prije 70. godine.

## Struktura
Otkrivenje započinje kratkim uvodom (Otk 1,1-3), a nastavlja se pismima sedmerim maloazijskim crkvama (Otk 1,4-3,22), nakon čega slijede proročka viđenja o događajima prije i za vrijeme »velikoga dana Božjega« (Otk 4,1-22,15), te zaključak (Otk 22,16-21).

## Sadržaj
Otkrivenje je namijenjeno da podigne moral kršćana u vrijeme progonstva, te to progonstvo promatra u svjetlu »velikoga Dana«, preuzimajući tu temu iz Staroga zavjeta. Progonitelji Crkve, u prvom redu tadašnje Rimsko Carstvo, prikazano je kao »Zvijer« koja, na poticaj Sotone (Otk 12; 13,2-4), želi nauditi Crkvi.
U uvodnom viđenju Bog je prikazan kao vrhovni gospodar svemira i ljudske sudbine (Otk 4), a on daje Jaganjcu, koji predstavlja Krista, nalog o uništenju progonitelja (Otk 5). Viđenje predviđa i ratove, bolesti i glad (Otk 6). Božji vjernici pritom uživaju posebnu zaštitu, ali njihova prava pobjeda ostvarit će se tek na nebu (Otk 7). Grešnike Bog ne želi uništiti, nego ih ovim zlima opominje da se obrate (Otk 8-9). Poglavlja 10-16 drugim slikama ponavljaju istu poruku. Konačno, grešnici koji se ne obraćaju bivaju kažnjeni (Otk 17), nakon čega slijedi tužaljka nad razorenim Babilonom, koji predstavlja Rim (Otk 18), te pobjedna pjesma otkupljenih pravednika (Otk 19,1-10).
Novi krug viđenja ponovno govori o uništenju »Zvijeri« djelovanjem proslavljenoga Krista (Otk 19,11-21). Crkva iskušava blagostanje, nakon kojega slijedi novi napad Sotone i njegovo uništenje (Otk 20). Time konačno biva uspostavljeno nebesko kraljevstvo u kojem je savršena radost i u kojem je smrt uništena, a sve završava slikom novoga Jeruzalema (Otk 21).